# Allsvenskan de 1956–57
A Primeira Divisão do Campeonato Sueco de Futebol da temporada 1956-57, denominada oficialmente de Allsvenskan 1956-57, foi a 33º edição da principal divisão do futebol sueco. O campeão foi o IFK Norrköping que conquistou seu 8º título na história da competição.

## Premiação
| Allsvenskan 1956-57                |
| Sweden                             |
| ---------------------------------- |
| IFK NORRKÖPING Campeão (8º título) |